# Fuentidueña (kommunhuvudort)
Fuentidueña är en kommunhuvudort i Spanien.   Den ligger i provinsen Provincia de Segovia och regionen Kastilien och Leon, i den centrala delen av landet, 120 km norr om huvudstaden Madrid. Fuentidueña ligger 832 meter över havet och antalet invånare är 158.
Terrängen runt Fuentidueña är huvudsakligen platt, men åt sydost är den kuperad. Fuentidueña ligger nere i en dal. Runt Fuentidueña är det mycket glesbefolkat, med 6 invånare per kvadratkilometer. Närmaste större samhälle är Sacramenia, 5,9 km norr om Fuentidueña. Trakten runt Fuentidueña består till största delen av jordbruksmark.